# Elezioni parlamentari negli Stati Federati di Micronesia del 2025
Le elezioni parlamentari negli Stati Federati di Micronesia del 2025 si sono tenute il 4 marzo per eleggere 10 dei 14 membri del Congresso degli Stati Federati di Micronesia, il parlamento del paese.

## Sistema elettorale
Nell’ambito delle elezioni parlamentari e dello stesso organo legislativo (il monocamerale Congresso), il paese opera una distinzione a seconda che si debbano rinnovare i seggi dei senatori (4), ossia rappresentanti per interno di ciascuno dei quattro enti federati componenti il paese, o i seggi dei deputati (10), ossia rappresentanti in numero maggiore ma di circoscrizioni elettorali più piccole in cui sono suddivisi i singoli enti federati. In tal senso, se i primi sono rinnovati ogni 4 anni, i secondi sono invece rinnovati solo ogni due anni.  
In questo caso, trattandosi di deputati, la legislazione micronesiana prevede l’applicazione di un sistema maggioritario secco in altrettanti collegi uninominali: risulta dunque eletto il candidato che abbia semplicemente ottenuto il maggior numero di voti (Plurality).
Poiché, poi, non esistono formali partiti politici negli Stati Federati di Micronesia, tutti i candidati competono come indipendenti, purché siano cittadini ed abbiano i requisiti di legge. Ciononostante, se entro la scadenza della registrazione non vi sono almeno due candidati idonei registrati (potendo i candidati ritirarsi fino al giorno precedente le elezioni), i rappresentanti uscenti contendono comunque l’elezione, ma vengono di fatto riconfermati automaticamente.

## Risultati
| Stato           | Circoscrizione     | Candidato              | Voti   | %     | Esito                |
| --------------- | ------------------ | ---------------------- | ------ | ----- | -------------------- |
| Chuuk           | Circoscrizione I   | Julio M. Marar         | 2.192  | 53,26 | ✔️ Eletta/o          |
| Chuuk           | Circoscrizione I   | Alfred Ansin           | 1.924  | 46,74 | ❌ Non eletta/o (2º) |
| Chuuk           | Circoscrizione II  | Victor Gouland         | 3.238  | 84,21 | ✔️ Eletta/o          |
| Chuuk           | Circoscrizione II  | Curtis K. Sos          | 607    | 15,79 | ❌ Non eletta/o (2º) |
| Chuuk           | Circoscrizione III | Perpetua Konman        | 4.573  | 100   | ✔️ Eletta/o          |
| Chuuk           | Circoscrizione IV  | Tiwiter Aritos         | 4.015  | 100   | ✔️ Eletta/o          |
| Chuuk           | Circoscrizione V   | Robson U. Romolow      | 974    | 100   | ✔️ Eletta/o          |
| Kosrae          | —                  | Johnson A. Asher       | 1.292  | 100   | ✔️ Eletta/o          |
| Pohnpei         | Circoscrizione I   | Merlynn Abello-Alfonso | 1.766  | 55,46 | ✔️ Eletta/o          |
| Pohnpei         | Circoscrizione I   | Jayson Walter          | 709    | 22,27 | ❌ Non eletta/o (2º) |
| Pohnpei         | Circoscrizione I   | Marcelo K. Peterson    | 709    | 22,27 | ❌ Non eletta/o (3º) |
| Pohnpei         | Circoscrizione II  | Jermy W. Mudong        | 1.514  | 37,72 | ✔️ Eletta/o          |
| Pohnpei         | Circoscrizione II  | Quincy Lawrence        | 1.436  | 35,77 | ❌ Non eletta/o (2º) |
| Pohnpei         | Circoscrizione II  | Welson Panuel          | 1.064  | 26,51 | ❌ Non eletta/o (3º) |
| Pohnpei         | Circoscrizione III | Esmond Moses           | 1.537  | 100   | ✔️ Eletta/o          |
| Yap             | —                  | Andy Choor             | 2.438  | 75,36 | ✔️ Eletta/o          |
| Yap             | —                  | Victor Nabeyan         | 536    | 16,57 | ❌ Non eletta/o (2º) |
| Yap             | —                  | Alexander Tretnoff     | 216    | 6,68  | ❌ Non eletta/o (3º) |
| Yap             | —                  | Fidelis Thiyer-Fanoway | 45     | 1,39  | ❌ Non eletta/o (4º) |
| Totale dei voti | Totale dei voti    | Totale dei voti        | 30.785 |       |                      |